# Tafadzwa Kutinyu
Tafadzwa Raphael Kutinyu (ur. 22 grudnia 1994 w Mufakose) – zimbabwejski piłkarz grający na pozycji ofensywnego pomocnika. Od 2019 jest zawodnikiem klubu Horoya AC.

## Kariera klubowa
Swoją karierę piłkarską Kutinyu rozpoczął w klubie Notwane FC. W sezonie 2013/2014 zadebiutował w jego barwach w pierwszej lidze botswańskiej. W 2014 roku grał w Bantu Rovers FC, a w latach 2015-2017 był zawodnikiem Chicken Inn FC. W sezonie 2015 wywalczył z nim mistrzostwo Zimbabwe. W latach 2017–2018 był graczem klubu Singida United FC, a w latach 2018-2019 - Azam FC. W sezonie 2018/2019 zdobył z nim Puchar Tanzanii. W 2019 przeszedł do Horoya AC. W sezonach 2020/2021 i 2021/2022 wywalczył z nim dwa mistrzostwa Gwinei, a w sezonie 2022/2023 został wicemistrzem tego kraju.

## Kariera reprezentacyjna
W reprezentacji Zimbabwe Kutinyu zadebiutował 18 października 2015 w wygranym 3:1 meczu Mistrzostw Narodów Afryki 2016 z Lesotho, rozegranym w Bulawayo.